# 크류코보 전투
크류코보 전투는 모스크바 공방전 (1941년) 시기에 크류코보 역과 인접한 주변, 대략 현재의 졜례노그라드 시의 경계에서 일어났던 소련의 군대(붉은 부대)와 독일군 사이의 전투이다.

## 전력 배치
붉은 군대는 중장 콘스탄틴 로코솝스키 아래 제16군 혼성부대로 대표되고, 아래와 같은 방식으로 배치되었다. (좌측부터 우측까지의 순으로)
- 44 기병 사단 (당시 졜례노그라드 지방의 카몐카 마을, 오늘날 크류코보 지방의 남쪽 구역 부분들)
- 8 근위 보병 사단 (당시 졜례노그라드 지방의 크류코보 취락, 오늘날 크류코보 지방 구역에 있는 구 크류코보와 크지 않은 실리노 지방의 남쪽 작전 구역)
- 354 보병 사단 (당시 졜례노그라드 지방의 알라부셰보 마을과 마투쉬키노 마을, 오늘날 실리노 지방과 마투쉬키노 지방의 구역).

기념 복합체 «총검»이 위치한 졜례노그라드 지방의 레닌그라드로 가는 도로를 따라 (현재 도시의 북부 경계)  7 근위 보병 사단과의 분할선이 지나간다.
독일군은 (좌측부터 우측까지의 순으로) 35 보병 사단(북쪽 철길)과 11 전차 사단(남쪽)으로 주로 대표되었다. 남쪽으로는 5 전차 사단이 배치되었다.